# Karl Gorinšek
Karl (Karlo) Gorinšek, slovensko-hrvaški general, politolog in politik, * 3. december 1943, Poljčane, † 29. junij 2022.
V času vojne za Slovenijo je deloval v Beogradu, od koder je pošiljal obveščevalne podatke, ki so pomagali pri osamosvojitvi. Kasneje je živel in deloval na Hrvaškem.

## Odlikovanja in nagrade
Leta 1996 je prejel srebrni častni znak svobode Republike Slovenije z naslednjo utemeljitvijo: »za izjemne zasluge pri obrambi svobode in uveljavljanju suverenosti Republike Slovenije«.